# Czascowskaja
Czascowskaja (ros. Часцовская) – przystanek kolejowy w pobliżu miejscowości Ługowaja, w rejonie odincowskim, w obwodzie moskiewskim, w Rosji. Położony jest na linii Moskwa – Mińsk – Brześć.